# Directive relative au développement de chemins de fer communautaires

Carte de l'évolution de la libéralisation ferroviaire dans les différents pays de l'Union européenne :
A libéraliser
Émergent
En cours de libéralisation
Mature

Entrée en application en 1991, la directive 91/440 relative au développement de chemins de fer communautaires demande aux États-membres de la Communauté économique européenne (aujourd'hui Union européenne) de modifier la situation des entreprises ferroviaires sur quatre points :
- assainir leur situation financière pour les rendre compétitives, notamment en réduisant leur endettement ;
- de les rendre indépendantes de l'État en établissant une comptabilité propre à ces entreprises ;
- en ouvrant les réseaux aux entreprises ferroviaires des autres États-membres dans certains secteurs (transport combiné et transport international de marchandises).
- séparer la gestion de l'infrastructure ferroviaire de celle de l'exploitation des services de transport, au moins sur le plan comptable, de manière à garantir une plus grande transparence dans l'utilisation des fonds publics.

La directive 91/440 a été critiquée techniquement pour son caractère simpliste et peu précis et politiquement en tant qu'instrument de la destruction du service public ferroviaire. Elle a été modifiée par la suite, notamment en 2001 par le premier paquet ferroviaire.